# 吻鈍雲南鰍
吻鈍云南鳅（学名：Yunnanilus obtusirostris）为輻鰭魚綱鲤形目條鳅科云南鳅属的鰭中一種，分布於中國雲南省撫仙湖流域，棲息在湖泊底層水域，生活習性不明

## 扩展阅读
維基物種上的相關：吻鈍云南鳅